# همفري ستافورد (دوق باكنغهام الأول)
همفري ستافورد، دوق باكنغهام الأول (بالإنجليزية: Humphrey Stafford, 1st Duke of Buckingham) كان نبيلاً إنجليزياً وحفيداً للملك إدوارد الثالث من جهة والدته آن غلوستر. يُعرف بروزه كقائد قوي بسبب مشاركته في حرب المائة عام وحرب الوردتين.